# イエスタデイズ・ヒーロー
「イエスタデイズ・ヒーロー」(Yesterday's Hero) は、オーストラリアの歌手ジョン・ポール・ヤングのポップ楽曲。
この曲は、ジョージ・ヤングとハリー・ヴァンダによって書かれ、1975年2月に、ジョン・ポール・ヤングのデビュー・アルバム『ヒーロー (Hero)』（1975年）からの先行シングルとして発売され、母国オーストラリアではチャートの8位まで上昇し、南アフリカでは首位に達し、アメリカ合衆国でも42位となった。
翌1976年には、ベイ・シティ・ローラーズがアルバム『青春に捧げるメロディー』にこの曲のカバーを収録し、こちらのシングル盤も各国でヒットした。
「イエスタデイズ・ヒーロー」は、ポップ・スターの地位の移ろいやすい儚さを歌う楽曲であり、作者であるハリー・ヴァンダとジョージ・ヤング自身のかつてのティーン・アイドルとしての経験に基づい書かれている。

## ジョン・ポール・ヤングのバージョン
オーストラリアにおける「イエスタデイズ・ヒーロー」のヒットの一因は、宣伝用のフィルム・クリップが制作され、それが折しも1975年3月1日のカラー・テレビ放送の正式な開始を受けて日曜夜の1時間番組に拡大されたばかりの『カウントダウン (Countdown)』で何度も放送されたことにあった。

### トラックリスト
7インチ・シングル (AP-10688) / (Ariola 16631 AT)
- Side A "Yesterday's Hero" - 3:43
- Side B "The Next Time" - 3:30

### チャート
週間チャート
| チャート（1975-1977年）                       | 最高位 |
| --------------------------------------------- | ------ |
| オーストラリア ケント・ミュージック・レポート | 8      |
| 南アフリカ共和国                              | 1      |
| スウェーデン スヴァリイェトプリストン         | 10     |
| アメリカ合衆国 Billboard Hot 100              | 42     |
| アメリカ合衆国 キャッシュボックス             | 44     |

年間チャート
| チャート（1975年）                            | 順位 |
| --------------------------------------------- | ---- |
| オーストラリア ケント・ミュージック・レポート | 32   |

## ベイ・シティ・ローラーズのバージョン

### B面曲
この曲のベイ・シティ・ローラーズによるカバーは、イギリスではシングルはリリースされなかったが、アメリカ合衆国やドイツ、日本を含め各国でシングル盤がリリースされた。B面曲は地域によって異なっており、アメリカ合衆国、カナダ、ニュージーランドなどでは「マイ・リサ (My Lisa)」、デンマーク、ドイツ、ブラジルなどでは「すてきな君 (You´re A Woman)」、日本では「ロックン・ローラー (Rock'N' Roller)」がそれぞれB面に収められた。これらはいずれも、アルバム『青春に捧げるメロディー』の収録曲である。

### チャート
週間チャート
| チャート（1976年）               | 最高位 |
| -------------------------------- | ------ |
| オーストリア                     | 15     |
| カナダ                           | 22     |
| ドイツ                           | 13     |
| アメリカ合衆国 Billboard Hot 100 | 54     |

## 同名異曲
- ジーン・ピットニーが1964年にヒットさせた「Yesterday's Hero」は、アーロン・シュローダー（英語版）、アル・クリーヴランド（英語版）、カール・スペンサー (Carl Spencer)、ウォーリー・ゴールド（英語版）の共作による別の曲である[18]。

- 1979年のイギリスの映画『Yesterday's Hero』に用いられた[19]ポール・ニコラス（英語版）の「Yesterday's Hero」は、ドミニク・ブガティ (Dominic Bugatti) とフランク・ムスカー（英語版）が共作した別の曲である[20]。